# Batiki
Batiki est une île de l'archipel Lomaiviti aux îles Fidji.
D'origine volcanique, sa superficie est de 12 km2, et sa population est d'environ 300 personnes habitant dans les villages côtiers,.